# PGM-FI
PGM-FI, Kurzform von Programmed Fuel Injection, ist ein digitales Motorsteuergerät (englisch Engine Control Unit, ECU) für Ottomotoren mit Saugrohreinspritzung, das von Honda 1985 auf den Markt gebracht wurde. Das System hat eine indirekte Luftmengenmessung mittels Piezosensor, eine Kennfeldsteuerung, Schubabschaltung und ein Selbstdiagnosesystem. Der Kraftstoff wird intermittierend eingespritzt.